# هيو إتش. برايس
هيو إتش. برايس هو سياسي أمريكي، ولد في 2 ديسمبر 1859 في بلاك ريفر فولز في الولايات المتحدة، وتوفي في 25 ديسمبر 1904 في دنفر في الولايات المتحدة. نشط حزبياً في الحزب الجمهوري. وقد انتخب عضو مجلس ولاية ويسكونسن ‏ وانتخب عضو مجلس النواب الأمريكي ‏.